# Asadullah Rezai
Asadullah Rezai (* 8. November 1989 in Laschkar Gah, Helmand) ist ein afghanischer Fußballspieler, der seit 2012 beim afghanischen Erstligisten De Maiwand Atalan spielt. 

## Leben
Rezai wurde als Sohn ethnischer Hazaras in Laschkar Gah, der Hauptstadt der Provinz Helmand, geboren. Er wuchs mit 13 weiteren Geschwistern auf. Er ist zudem Banker in der Kabul Bank Helmand, dessen Werksteam er auch angehörte.

## Karriere
Seit der Saison 2012 spielt er beim Fußballverein seiner Heimatregion De Maiwand Atalan in der damals neu gegründeten Afghan Premier League. Während es in den Saisons 2012 und 2015 jeweils für die Bronzemedaille reichte, wurde man in der Saison 2016 sogar Vizemeister nach der Finalniederlage gegen Shaheen Asmayee (1:2). Mit 25 Einsätzen ist der Mittelfeldspieler Rekordspieler der Afghan Premier League.

## Erfolge
- Afghanischer Vizemeister: 2016